# Mypollux
Mypollux é uma banda francesa de nu metal formada em 2001 na cidade de Nancy, a partir da iniciativa de Lussi (vocalista) e Max (ex-baterista).
Pouco tempo depois de sua criação, a banda se consolidou com Lussi nos vocais (violoncelo e piano, na gravação de algumas músicas), Yann na guitarra (percussão, na gravação de algumas músicas), Florent no baixo e Thomas na bateria.

## História
Logo em 2002, a banda inicia uma turnê pela Bélgica e depois de 50 concertos, já começa a se destacar na cena underground. Nesse ano, as 500 cópias de sua primeiro demo se esgotam. No mesmo período, Mypollux é escolhido, entre outras 215 bandas, para abrir um show para o Pleymo, em Paris.
No ano seguinte, gravam seu primeiro álbum, Trouble Amarante, totalmente produzido pela própria banda. Já nesse álbum, contam com a participação de dois vocalistas de bandas já consolidadas na cena frenchcore (El Butcho, de Watcha e Mathieu 2th).
Em 2005, finalmente assinam com o selo Up Music/On Music da gravadora Warner Music e Trouble Amarante é relançado tendo 3 000 cópias rapidamente vendidas.
Durante esse tempo, Mypollux cresceu muito, realizando turnê one man pela França, participando de inúmeros festivais e tocando junto com bandas como Bullet for my Valentine, the Three Agreements, Enhancer, Pleymo, iLiS e muitas outras.
No final de 2005, o segundo álbum da banda, Contraires, começa a ser gravado e logo é lançado o primeiro single, Jeu, seguida da turnê em 2006. O álbum conta com a participação de Joe, de Gojira.
Em 2007, é a banda francesa escolhida para abrir os 3 shows do Korn, realizados na França durante o mês de junho.
Atualmente, a banda continua realizando shows pela França e tocando em festivais, promovendo o álbum Contraires.
Sua música é influenciada desde pela brutalidade do new metal (bandas como American Head Charge, Korn, Slipknot e Pleymo figuram entre as preferidas dos integrantes) até pela delicadeza de cantoras pop e new age (como Fiona Apple, Cristina Aguilera, Jorane) e é construída justamente em cima desses paradoxos. A temática de suas letras passeia entre o mundo real X o dos sonhos, o mundo adulto X o infantil, o obscuro X o luminoso, a morte X a vida, a agressividade dos instrumentos X a doce e marcante voz de Lussi. Mypollux tem um tratamento especial com sua imagem e tem na cor vermelha a junção gráfica perfeita de paradoxos, da qual tanto se trata a sua música. .

## Integrantes
- Lussi Lebrun – vocal
- Yann Klimezyk– guitarra
- Florent Perreton– baixo
- Thomas Copier – bateria

## Discografia
Álbuns
- 2004: Trouble Amarante
- 2006: Contraires
- 2008: Dédales